# Lindsay Elston
Lindsay Christina Elston (* 30. April 1992 in McMurray, Pennsylvania) ist eine ehemalige US-amerikanische Fußballspielerin.

## Karriere

### Verein
Während ihres Studiums an der University of Washington lief Elston für die dortige Hochschulmannschaft der Washington Huskies auf und spielte zudem von 2011 bis 2013 für die W-League-Franchise der Seattle Sounders Women. Unmittelbar vor Saisonbeginn 2014 wurde sie von der neugegründeten NWSL-Franchise der Houston Dash verpflichtet und debütierte dort am 12. April bei einer Heimniederlage gegen den Portland Thorns FC. Nach fünf Einsätzen für Houston wurde Elston am 9. Juli von ihrem Arbeitgeber freigestellt, um im Kader Platz für die Verpflichtung der Angreiferin Melissa Henderson zu schaffen.
Zur Rückrunde der Saison 2014/15 wechselte sie zum französischen Erstligaaufsteiger FC Metz, für den sie bis zum Saisonende in fünf Partien auflief. Vor der Saison 2016 kehrte Elston in die NWSL zurück und schloss sich dem Seattle Reign FC an. Im August 2017 wurde sie von Seattle zum Ligakonkurrenten Boston Breakers transferiert, für den sie jedoch in keinem Pflichtspiel auflief. Im darauffolgenden September beendete Elston ihre aktive Karriere.

### Nationalmannschaft
Elston stand im erweiterten Kader der US-amerikanischen U-18- und U-20-Nationalmannschaften.